# Christopher Cross (album)
| Recensione | Giudizio |
| ---------- | -------- |
| AllMusic   |          |

Christopher Cross è l'album d'esordio del cantautore statunitense Christopher Cross, uscito nel 1979.
Considerato uno dei dischi più rappresentativi del genere soft rock, nel 1981 vinse il Grammy Award come miglior album dell'anno.

## Tracce
1. Say You'll Be Mine – 2:53
2. I Really Don't Know Anymore – 3:49
3. Spinning – 3:59
4. Never Be the Same – 4:40
5. Poor Shirley – 4:20
6. Ride Like the Wind – 4:30
7. The Light Is On – 4:07
8. Sailing – 4:14
9. Minstrel Gigolo – 6:00

## Formazione
- Christopher Cross - voce, cori, chitarra acustica, chitarra elettrica
- Larry Carlton - chitarra
- Lenny Castro - percussioni
- Andy Salmon - basso
- Tommy Taylor - batteria
- Victor Feldman - percussioni
- Eric Johnson - chitarra
- Rob Meurer - sintetizzatore, celeste, pianoforte, Fender Rhodes
- Jay Graydon - chitarra
- Michael Omartian - sintetizzatore, cori, pianoforte
- Chuck Findley - tromba
- Lew McCreary - trombone
- Jim Horn - sax
- Jackie Kelso - sax
- Tomás Ramírez - sax
- Don Roberts - sax
- Nicolette Larson, Stormie Omartian, Myrna Matthews, Marti McCall, J.D. Souther, Don Henley, Valerie Carter, Michael McDonald - cori

Produzione
- Produttore: Michael Omartian
- Esecuzione: Chet Himes
- Arrangiatori: Christopher Cross, Michael Omartian

## Classifiche

### Classifiche settimanali
| Classifica (1980/81) | Posizione massima |
| -------------------- | ----------------- |
| Australia            | 6                 |
| Canada               | 26                |
| Francia              | 5                 |
| Giappone             | 18                |
| Italia               | 9                 |
| Nuova Zelanda        | 16                |
| Paesi Bassi          | 14                |
| Regno Unito          | 14                |
| Stati Uniti          | 6                 |

### Classifiche di fine anno
| Classifica (1980) | Posizione |
| ----------------- | --------- |
| Stati Uniti       | 17        |
| Classifica (1981) | Posizione |
| Australia         | 9         |
| Italia            | 30        |
| Regno Unito       | 43        |
| Stati Uniti       | 4         |
| Classifica (1982) | Posizione |
| Regno Unito       | 61        |